# Tumbesia
Tumbesia is een geslacht van hooiwagens uit de familie Gonyleptidae.
De wetenschappelijke naam Tumbesia is voor het eerst geldig gepubliceerd door Loman in 1899. 

## Soorten
Tumbesia omvat de volgende 2 soorten:
- Tumbesia aculeata
- Tumbesia fuliginosa